# 警察公共關係科
警察公共關係科（英語：Police Public Relations Branch），於1967年成立，曾隸屬於香港警務處行動處支援部，是香港警務處處理公共關係事務的機構。2022年7月15日，警察公共關係科升格為公共關係部。
主要責任為向公眾提供警務處的資訊，透過與社區及傳媒的聯繫，鞏固警務處的正面形象，使到公眾維持對香港治安的高度信心，並且鼓勵公眾協助警察維持治安。警察公共關係科與香港本地及海外電視台及電影製作公司合作製作電視節目，包括《警訊》(1973-2020)、《警察快訊》、劇集及資訊性節目，介紹罪案趨勢以及防止罪案措施。警察公共關係科每日24小時向香港本地及海外傳媒提供警務處的動向及資訊，並且印製刊物，包括《警聲》雙周刊、《少年警訊》月刊及《香港警察年報》等等。此外，警察公共關係科亦負責處理各種非刑事成份的警察外景拍攝事宜，特別是涉及與警察有關係的拍攝申請。在港英政府皇家香港警務處時期，港產片的片尾工作人員表，警察公共關係科以「香港皇家警察公共關係科」名義列入協助拍攝單位，幾乎沒有例外。

## 組織
- 警察公共關係科：由一名總警司出任主管。
  - 社區關係課（英文：Community Relations Bureau）：負責與市民保持密切的聯繫，透過傳媒及社區活動宣傳撲滅罪行的信息，以及推廣警隊及青少年活動；由一名高級警司領導，下設一名警司。
    - 少年警訊及青少年聯絡組（英文：JPC/Youth Liaison Section）：由一名總督察領導，下設兩名高級督察。
    - 支援組（英文：Support Section）：由一名總督察領導，下設兩名高級督察、一名警署警長和兩名警長。
    - 影視組（英文：TV and Films Liaison Section）：由一名總督察領導，下設兩名高級督察和一名督察。

  - 新聞及宣傳課（英文：Information and Publicity Bureau）：由一名總新聞及宣傳主任（英文：Chief Information and Publicity Officer）領導，負責24小時為傳媒發放新聞及提供其他服務，以及推行警隊宣傳運動[2]。
    - 宣傳及出版分課（英文：Publicity and Publications Division）：由一名首席新聞主任（英文：Principle Information Officer）領導。
    - 宣傳組（英文：Publicity and Campaigns Section）：由一名高級新聞主任（英文：Senior Information Officer）領導。
    - 傳媒分課（英文：Media Division ）：由一名首席新聞主任領導。
    - 新聞室（英文：Newsroom）：由4名高級新聞主任負責。
    - 編輯及研究組（英文：Editorial and Research Section）：由一名高級新聞主任領導，下設一名新聞主任（英文：Information Officer）。
    - 警聲組（英文：Offbeat Section）：由一名高級新聞主任領導，下設兩名助理新聞主任（英文：Assistant Information Officer）。

### 歷任主管
- 凌基理（Andrew Rennie）
- 葛柏（1968年4月至1969年3月）
- 鄧厚江（2003年至？）
- 馬維騄（？至2006年1月）
- 蔡黃鳳儀（2006年3月至2007年9月）
- 吳家聲總警司（2008年3月至2010年8月）
- 李建輝總警司（2010年8月8日至2011年8月14日[3]）
- 黃國偉總警司（2011年8月15日至2014年3月26日）
- 許鎮德總警司（2014年3月27日至2015年12月17日[4]）
- 區展秋總警司 （2015年12月18日至2016年11月20日）
- 霍樂生總警司 （2016年11月21日至2018年3月21日）
- 謝振中總警司 （2018年3月22日至2019年11月17日）
- 郭嘉銓總警司 （2019年11月18日2022年3月17日[5]）
- 曾淑賢總警司 （2022年3月17日至2022年7月15日）

## 歷史
警察公共關係科的前身為警察新聞課（英文：Police Public Information Bureau，縮寫：PPIB）。2022年7月15日升格為公共關係部成為行動處轄下獨立部門，不再隸屬於香港警務處行動處支援部。

## 設備

### 機靈先生
2004年3月2日，第三代「機靈先生」（英文：Robotcop）正式投入服務，向學童傳遞防止罪案的信息。機靈先生主要用作走訪幼稚園、小學，出席展覽、嘉年華會等宣傳活動，與小朋友和學生們面對面交談，提供滅罪錦囊。
新一代的機械警察，是首個在香港製造的機械人，由香港警務處和香港科技大學共同研製，在香港設計、研究、組裝以致製造。第三代機靈先生外型集合了少年警訊機械警察外觀設計比賽中四名優勝者的設計。
港產機靈先生結合了電腦、電子、機械、數碼影像等技術，較過去兩代機械警察更為先進和功能齊備，壽命亦更長。第三代機靈先生身手敏捷，可以揮手、點頭、走路、跳舞、全方位移動及感應障礙物。他身上設有攝錄機及顯示屏，可以即時拍攝現場影像，播放防止罪案的宣傳錄像。他通曉廣東話及英語，可以與人類直接對話，即時回答提問。第三代機靈先生可無間斷地連續運作四小時，在後備電池支援下，更可延長多兩小時。
自首代機警先生於1988年面世以來，機械警察廣受歡迎，已為逾百萬名兒童表演，推廣宣傳防止罪案信息，至1995年，由第二代機靈先生接棒。

## 公眾聯繫

### 官方網站
香港警務處官方網站為公眾提供豐富的資料內容，藉以加深公眾外界對香港警隊工作的瞭解，並爭取市民和旅港人士對撲滅罪行工作的支持。網頁中所提供的資料十分廣泛：包括罪案情況、防止罪案的建議、招募事宜、警察訓練、少年警訊，以及各警署和部門的聯絡資料和溝通渠道等等。優化後的警隊網頁除了提供警隊最新的資訊，亦會繼續透過豐富的內容，向市民展示警隊工作多元化的一面。
2010年3月1日，香港警務處推出全新網頁，以嶄新面貌發放警隊資訊及防罪信息。網頁新增7個主題，包括警察信息、警察招募和交通事項等等；版面右方設有多個圖像式標題，提供一按式「捷徑」直接連結到有關內容，讓市民能更快捷地得取所需資訊。
詳請參見 香港警務處 （页面存档备份，存于）

### 《新聞公報》
向公眾和傳媒有關警隊的新聞。
詳請參見 新聞公報

### 《致編輯的信》
致編輯的信是為澄清有關傳媒的警察失實而向編輯發出的公開信。
詳請參見 致編輯的信

### 《香港警察年報》
2006年《香港警察年報》在香港管理專業協會主辦的2007年最佳年報比賽中獲頒優秀設計獎。2007年《香港警察年報》獲頒 Galaxy Awards 2008 政府機構年報組別銀獎。
詳請參見 警察年報 （页面存档备份，存于）

### 《警務處處長首要行動項目》
《警務處處長首要行動項目》是警務處處長每年必須制備的文件，列出該年首要行動，由前線人員執行。根據《項目》訂定原則，總區因應自己情況制定行動次序，各區及分區亦會制定本身警務及分區活動計劃。
詳請參見 警務處處長首要行動項目 （页面存档备份，存于）

### 《警聲》
《警聲》為警隊官方製作的雙週刊，創刊號於1973年1月24日出版，當年屬黑白印刷的月刊。
詳請參見 警聲

### 《警訊》
《警訊》是警察公共關係科與香港電台電視部合作製作的電視節目，作為警民合作的橋樑，此節目自1973年起啟播。節目內容包括向市民宣揚滅罪訊息，披露最新的犯案手法和趨勢，並呼籲觀眾提供案件消息。於2007年，《警訊》連續第二年獲得電視節目欣賞指數獎項。
詳請參見 警訊 （页面存档备份，存于）

### 《警察故事》
2010年6月起，警察公共關係科推出《警察故事》短片拍攝計劃，以國際協作、專業、關愛及英勇系列等為主題。

### 少年警訊
少年警訊為香港警務處屬下單位組織，成立於1974年，由前警察公共關係科總警司凌基理（Andrew Rennie）創辦，為《警訊》的相關組織，配合警察公共關係科共同協助警隊維持社會治安。
詳請參見 少年警訊 （页面存档备份，存于）

### 好市民獎勵計劃
好市民獎勵計劃於1973年開始推行，向積極協助警隊防止或偵查罪案、逮捕罪犯的市民發放獎金並頒布獎狀，以示嘉許；獎勵基金由香港總商會設立和管理。1984年開始，增設全年最傑出好市民獎，進一步推廣好市民獎勵計劃，以鼓勵更多市民協助警隊撲滅罪行。

### 警察學校聯絡計劃
為加強與各區內學校的合作和與區內中學生間的聯繫，警隊於2001年開始推行警察學校聯絡主任計劃。警長級的人員經過一連串訓練後，會被派往區內學校造訪，由各區的警民關係主任指揮。除了舉行講座外，駐校區的聯絡主任（人員）須輔導有問題的學生，並且聯絡學界。聯絡主任同時會聯同學校的訓導主任到學生下課後喜歡流連的地點和場所巡視，並跟進接受警司警誡的青少年個案，以疏導青少年遠離罪行。
於2010年，警察學校聯絡主任增至94名，為全香港1,100多間中、小學校服務。同年，全體聯絡主任一共作出18,407次中、小學校的探訪和舉辦3,371次學校講座。
詳請參見 警隊中學聯絡主任計劃 （页面存档备份，存于）

## 以警察公共關係科為題材的作品

### 電視劇
- 《鐵探》（2019年）

### 電影
- 《大事件》（2004年）
- 《寒戰》（2012年）

## 相關參見
- 警民關係組
- 警察公眾聯絡組
- 謝振中
- 江永祥